# Usta Muhammad
Usta Muhammad (język urdu اوستہ محمد) – miasto w Pakistanie, w prowincji Beludżystan. W 2017 roku liczyło 76 753 mieszkańców.